# آماگو تسونه‌هیسا
آماگو تسونه‌هیسا (به ژاپنی: 尼子 経久 Amago Tsunehisa)؛ ۲۵ دسامبر ۱۴۵۸ – نوامبر ۳۰, ۱۵۴۱
(سن ۸۲)) فرد نظامی اهل ژاپن بود.